# John Ruddy
John Thomas Gordon Ruddy (St Ives, 1986. október 24. –) angol labdarúgó, kapus.

## Pályafutása

### Cambridge United
Ruddy több poszton is kipróbálta magát, végül úgy döntött, kapus lesz. Profi pályafutását a Cambridge Unitednél kezdte 2004-ben. 2004. május 8-án, a Leyton Orient ellen mutatkozott be a csapatban. Nem kapott gólt, még egy büntetőt is kivédett. Novemberben próbajátékra hívta a Manchester United, de 2005 nyarán végül az Evertonhoz igazolt.

### Everton
Ruddy átigazolása után nem sokkal bekerült az U19-es angol válogatottba és az Everton mestere, David Moyes azt nyilatkozta, később ő lehet majd a Anglia első számú kapusa. Egyelőre azonban nincs esélye bekerülni a kezdőbe Tim Howard, Carlo Nash és Iain Turner mellett.
2005 szeptemberében kölcsönvette a harmadosztályú Walsall, majd nem sokkal később a Rushden & Diamondsnál és a Chester Citynél is megfordult. Az Evertonban 2006 februárjában, a Blackburn Rovers ellen debütált. Csereként állt be, miután Iain Turnert kiállították, amiért a tizenhatoson kívül kézzel ért a labdához. Ruddy nem kapott gólt, csapata pedig 1-0-s győzelmet aratott.
2006 szeptemberében egy hónapra kölcsönvette a Stockport County, olyan jól teljesített, hogy kölcsönszerződését még két hónappal megtoldották. 2007 februárjában a Wrexhamhez került, de nem tudta beverekedni magát a kezdőbe. Április 21-én egy hétre kölcsönvette a Bristol City, mivel több kapusuk is sérült volt. 2009 januárjában a Crewe Alexandra vette kölcsön. 2009. július 24. óta a Motherwellnél szerepel kölcsönben.

## Fordítás
- Ez a szócikk részben vagy egészben  a   John Ruddy című angol Wikipédia-szócikk fordításán alapul.  Az eredeti cikk szerkesztőit annak laptörténete sorolja fel. Ez a jelzés csupán a megfogalmazás eredetét és a szerzői jogokat jelzi, nem szolgál a cikkben szereplő információk forrásmegjelöléseként.